# Sgrilla
Sgrilla è un singolo del gruppo musicale italiano Club Dogo, pubblicato il 15 maggio 2009 come primo estratto dal quarto album in studio Dogocrazia.

## Video musicale
Il videoclip inizia con il loro agente che dice che non va bene quello che stanno facendo e li manda in una specie di centro di riabilitazione. A queste susseguono scene dove il gruppo canta. Nel videoclip appaiono oltre al gruppo anche altri artisti italiani, come J-Ax, Vincenzo da Via Anfossi e Vacca

## Tracce
1. Sgrilla – 3:43